# Enquête par turbe
L'enquête par turbe (du latin turba « foule ») est un ancien mode de preuve en justice utilisé notamment dans le Nord de la France au Moyen Âge. Il consiste à un groupe de personnes, des juristes spécialisés dans le droit coutumier, de s'exprimer à l'unanimité qu'une coutume alléguée existe bel et bien dans tel lieu. On dit de la coutume qu'elle est alors élevée au rang de coutume notoire. Ce mécanisme de reconnaissance des « bonnes coutumes » s'inscrit notamment dans un mouvement royal de codification des coutumes, ayant pour finalité d'assurer une certaine sécurité juridique, par exemple la coutume de Normandie.
Cette procédure existe depuis le milieu du XIIIe siècle et est réglementée en 1270 par une ordonnance de saint Louis qui consacre le retour à un seul témoin. Cette décision est critiquée par les juristes du Moyen Âge qui développent l'adage suivant : Testis unus, testis nullus (témoin unique, témoin nul). Les canonistes sont quant à eux pour deux ou trois témoins, car ils s'appuient sur un passage de l'Évangile : « Que toute parole se tienne par la bouche de deux ou trois témoins ». Ce mode de preuve disparaît progressivement, notamment du fait de la rédaction de nombreux coutumiers.
Il est définitivement supprimé par Colbert en 1667.
La faiblesse du système réside dans le fait qu'il est exclusivement oral. La corruption des personnes interrogées est courante, d'où l'adage : « Qui mieux abreuve, mieux preuve ».